# Ninja Gaiden (videogioco 1991)
Ninja Gaiden (忍者外伝?) è un videogioco a piattaforme del 1991, distribuito dalla SEGA dopo aver ottenuto la licenza dalla Tecmo.